# Ningaui's
Ningaui's (Ningaui) vormen een geslacht van echte roofbuideldieren uit de geslachtengroep Sminthopsini. De wetenschappelijke naam van het geslacht werd in 1975 gepubliceerd door Mike Archer.

## Kenmerken
Dit geslacht is nauw verwant aan Sminthopsis. Het zijn zeer kleine buidelmuizen (gewicht niet meer dan 12 g) met brede voeten en een dunne staart.

## Leefwijze
Ze zijn meestal 's nachts actief en leven voornamelijk op de grond (N. timealeyi klimt soms in bomen) en eten allerlei ongewervelden.

## Soorten
Dit geslacht omvat drie soorten (naast een onbeschreven soort uit het Noordelijk Territorium):
- Ningaui ridei Archer, 1975 – Wongainingaui (komt voor in Midden-Australië)
- Ningaui timealeyi Archer, 1975 (komt voor in de Pilbara)
- Ningaui yvonneae Kitchener, Stoddart & Henry, 1983 (komt voor in zuidelijk Australië)

## Verspreiding
Deze soort komt voor in de droge delen van West- en Midden-Australië, meestal in de buurt van spinifexgras (Triodia).